# Dagmara Adamska
Dagmara Magdalena Adamska (ur. 1 czerwca 1975 w Dzierżoniowie) – polska historyk, specjalizująca się w historii Śląska oraz historii średniowiecza; nauczycielka akademicka związana z Uniwersytetem Wrocławskim.

## Życiorys
Urodziła się w 1975 roku w Dzierżoniowie, gdzie spędziła swoje dzieciństwo oraz wczesną młodość. Tam też ukończyła kolejno Szkołę Podstawową nr 5 im. Bohaterów Westerplatte, a następnie klasę o profilu humanistycznym w I Liceum Ogólnokształcącym. W 1994 roku po pomyślnie zdanym egzaminie maturalnym podjęła studia na kierunku historia na Uniwersytecie Wrocławskim. Ukończyła je w 1999 roku zdobyciem tytułu zawodowego magistra historii o specjalności  
archiwalnej, na podstawie pracy pt. Dwór i otoczenie księżnej świdnickiej Agnieszki w latach 1368-1392, której promotorem był prof. Lech Tyszkiewicz. Ponadto w latach 1997-2001 studiowała drugi kierunek - historię sztuki na swojej macierzystej uczelni. Wcześniej w 1999 roku rozpoczęła studia doktoranckie, zostając stypendystką śląskoznawczego Studium Doktoranckiego. Stopień naukowy doktora nauk humanistycznych w zakresie historii uzyskała w 2004 roku na podstawie pracy pt. Dewocyjne fundacje rycerstwa świdnicko-jaworskiego w średniowieczu, którą napisała pod kierunkiem prof. Mateusza Golińskiego. W 2005 roku została zatrudniona jako adiunkt w Zakładzie Historii Polski i Powszechnej do końca XV wieku w Instytucie Historycznym Uniwersytetu Wrocławskiego. Dwukrotnie przebywała na stażach naukowych w Czechach: we wrześniu 2007 roku na Uniwersytecie Karola w Pradze oraz w maju 2009 roku na Uniwersytecie Masaryka w Brnie. Poza działalnością naukowo-dydaktyczną jest członkiem Wrocławskiego Oddziału Stowarzyszenia Historyków Sztuki. W 2019 roku uzyskała stopień doktora habilitowanego na podstawie osiągnięcia "Średniowieczne osadnictwo w dorzeczu górnej i środkowej Oławy".
W latach 2023-2024 była przewodniczącą stowarzyszenia Jesteśmy Uniwersytetem.

## Dorobek naukowy
Zainteresowania naukowe Dagmary Adamskiej dotyczą późnośredniowiecznego Śląska: rycerstwo, osadnictwo na terenie Śląska, ikonografia, urbanistyka i ruralistyka.
Zrealizowane projekty naukowe:
- Atlas grodzisk wczesnośredniowiecznych z obszaru Polski, kier. S. Moździoch, 2013– 2017, NPRH, nr 11H13021382, wykonawca.
- Atlas historyczny miast polskich, t. 4: Śląsk, kier. M. Marta Młynarska-Kaletynowa, 2014–2017, NPRH, nr 11H13021582, wykonawca: z. 6: Strzegom; z. 10: Strzelin; z. 13: Wrocław, z. 14: Jelenia Góra.
- Adaptacja osadnictwa i gospodarki do marginalnych warunków środowiska naturalnego. Rozwój krajobrazu kulturowego zachodnich Sudetów od średniowiecza do połowy XX w., kier. J. Piekalski, 2015–2018, NCN, nr 19BHS301752, wykonawca.
- Śląskie nazwy polne – kartoteka Artura Zobla i spuścizna Ernsta Maetschkego. Problematyka wstępna, kier. D. Adamska, 2016–2017, projekt w ramach III konkursu wewnętrznego Wydziału Nauk Historycznych i Pedagogicznych na dofinansowanie projektów badawczych pracowników Wydziału powyżej 35 roku życia, kierownik.
- Słownik wsi śląskich w średniowieczu, t. 2: Powiat polkowicki, t. 3: Powiat wołowski, kier. D. Nowakowski, 2018–2022, NPRH, nr 11H17015785, wykonawca.
- Katalog zamków i dworów obronnych Śląska, kier. M. Chorowska, 2022-2026, NPRH, nr DN/SP/495215/2021/10, wykonawca.

## Publikacje
Książki:
- Wieś, miasteczko, miasto. Średniowieczne osadnictwo w dorzeczu górnej i środkowej Oławy, Łomianki 2019, ss. 565 (link do książki zdigitalizowanej)

Artykuły:
- Wokół zagadkowego Judenberg na Śląsku – problem średniowiecznych „osad żydowskich” w Europie Środkowej, [w:] Wieś zaginiona. Stan i perspektywy badań, red. P. Nocuń, A. Przybyła-Dumin, K. Fokt, Chorzów 2016, s. 189–206;
- Siedlęcin, czyli „wieś Rudigera”. Studia nad średniowiecznym osadnictwem wokół Jeleniej Góry, [w:] Wieża książęca w Siedlęcinie w świetle dotychczasowych badań. Podsumowanie na 700-lecie budowy obiektu, red. P. Nocuń, Kraków 2016, s. 37–73;
- Las, jeziora, bagna i droga. Rozwój osadnictwa na północnych rubieżach Śląska, „Slezský Sborník. Acta Silesiaca”, R. 115, 2017, č. 2, s. 5–211;
- Domy szlacheckie w późnośredniowiecznym i wczesnonowożytnym Głogowie, „Klio. Czasopismo poświęcone dziejom Polski i powszechnym”, vol. 42, 2017, nr 3, s. 7–30;
- Winnice na Przedgórzu Sudeckim. W sprawie uprawy winorośli na średniowiecznym Śląsku, [w:] Cum gratia et amicitia. Studia z dziejów osadnictwa dedykowane Pani Profesor Marcie Młynarskiej-Kaletynowej z okazji 65-lecia działalności naukowej, red. D. Adamska, K. Chrzan, A. Pankiewicz, Wrocław 2017, s. 253–267;
- Z historii badań nad wiejskim osadnictwem na Śląsku. Kartoteka śląskich nazw polnych Ernsta Maetschkego i Arthura Zobla – problematyka wstępna, [w:] Wieś miniona, lecz obecna: ślady dawnych wsi i ich badania, red. P. Nocuń, A. Przybyła-Dumin, K. Fokt, Chorzów 2018;
- W sprawie lokalizacji żydowskich cmentarzy na średniowiecznym Śląsku, „Kwartalnik Historii Kultury Materialnej”, t. 66, 2018, z. 1, s. 3–18;
- D. Adamska, P. Nocuń (UJ), T. Ratajczak (UAM), F. Záruba (Academy of Sciences of the Czech Republic), Color in Medieval Castle Architecture in Present-Day Poland and Czech Republic, “Arts”, 2022, vol. 11 (1), s. 1-31;
- T. Związek (IGiPZ PAN), P. Guzowski (Uniwersytet w Białymstoku), R. Poniat (Uniwersytet w Białymstoku), M. T. Radomski (IAiE PAN), M. Kozłowska-Szyc (Uniwersytet w Białymstoku), T. Panecki (IH PAN), S. Słowińska (IGiPZ PAN), B. Kruczkowska (UW), M. Targowski (UMK), D. Adamska (UWr), On the economic impact of droughts in Central Europe: the decade from 1531 to 1540 from the Polish perspective, „Climate of the Past”, 2022, vol. 18, s. 1541-1561.